# شهرستان فیت (کنتاکی)
شهرستان فیت، کنتاکی (به انگلیسی: Fayette County, Kentucky) یک سکونتگاه مسکونی در ایالات متحده آمریکا است که در کنتاکی واقع شده است.

## خصوصیات
شهرستان فیت ۷۳۹ کیلومترمربع مساحت دارد.